# Marco Zoro
Marco Zoro, nato Marc-André Zoro Kpolo (Abidjan, 27 dicembre 1983), è un ex calciatore ivoriano, di ruolo difensore.

## Carriera

### Club
Giunge in Italia a 16 anni, giocando in Serie B con la Salernitana. Nel gennaio del 2003 viene ceduto in prestito al Messina, e nella stagione 2003-2004 ottiene con la squadra siciliana la promozione in Serie A.
Col suo cartellino acquisito a titolo definitivo dai peloritani nella stagione 2004-05, disputa tre campionati in massima serie con 73 presenze e 3 gol. In occasione della gara casalinga con l'Inter del 27 novembre 2005 fu vittima di fischi e insulti razzisti da parte della tifoseria nerazzurra, minacciando di abbandonare il campo per protesta: dopo una generale solidarietà espressa al giocatore e le scuse da parte del club meneghino per il comportamento dei propri sostenitori, l'apertura di un'inchiesta da parte della FIGC portò all'identificazione dei responsabili e al conseguente Daspo a carico di essi. Con l'ivoriano nuovamente preso di mira dai tifosi interisti nella gara di ritorno, la società fu sanzionata con un'ammenda di 25 000 euro.
Trasferitosi al Benfica nell'estate 2007, trova poco spazio nella squadra lusitana.
A fine agosto 2008, ottiene un contratto di prova con il West Ham United, militante nella Premier League inglese.
Il 10 gennaio 2009 ha ottenuto un periodo di prova di 5 giorni con il Blackburn, non andato a buon fine. Viene perciò ceduto in prestito al Vitória Setúbal; il prestito viene poi rinnovato per l'intera stagione 2009-2010.
Nel gennaio 2011 viene mandato in prestito in Romania, nell'Universitatea Craiova fino a fine stagione.
A giugno 2011 scade il contratto che lo lega al Benfica, il quale non viene rinnovato e il giocatore rimane così svincolato. Il 30 gennaio 2012 si accasa all'Angers, squadra militante nella Ligue 2 francese, siglando un contratto della durata di un anno e mezzo.
Il 13 agosto 2013 si trasferisce all'OFI Creta, formazione militante nella massima serie greca.
Qui si trova a essere ancora vittima di razzismo da parte dei tifosi dell'Aris Salonicco venendo ammonito dall'arbitro per essersene lamentato.
Dopo due anni di inattività, il 25 luglio 2016 trova un accordo con l'AO Chania, militante nella seconda divisione greca.

### Nazionale
Con la nazionale ivoriana ha preso parte due edizioni della Coppa d'Africa: nel 2006 (perdendo in finale contro l'Egitto) e nel 2008 (classificandosi quarto).
Ha partecipato, inoltre, al campionato del mondo 2006 in Germania, senza mai scendere in campo.
Scende in campo 22 volte, mettendo a segno un gol nella partita di Coppa d'Africa vinta 3-0 contro il Mali.

## Statistiche

### Presenze e reti nei club
Statistiche aggiornate al 27 maggio 2016
| Stagione               | Squadra                | Campionato             | Campionato | Campionato | Coppe nazionali | Coppe nazionali | Coppe nazionali | Coppe continentali | Coppe continentali | Coppe continentali | Altre coppe | Altre coppe | Altre coppe | Totale | Totale |
| Stagione               | Squadra                | Comp                   | Pres       | Reti       | Comp            | Pres            | Reti            | Comp               | Pres               | Reti               | Comp        | Pres        | Reti        | Pres   | Reti   |
| ---------------------- | ---------------------- | ---------------------- | ---------- | ---------- | --------------- | --------------- | --------------- | ------------------ | ------------------ | ------------------ | ----------- | ----------- | ----------- | ------ | ------ |
| 1999-2000              | Salernitana            | B                      | 3          | 0          | CI              | 0               | 0               | -                  | -                  | -                  | -           | -           | -           | 3      | 0      |
| 2000-2001              | Salernitana            | B                      | 13         | 0          | CI              | 3               | 0               | -                  | -                  | -                  | -           | -           | -           | 16     | 0      |
| 2001-2002              | Salernitana            | B                      | 25         | 0          | CI              | 3               | 0               | -                  | -                  | -                  | -           | -           | -           | 28     | 0      |
| 2002-gen. 2003         | Salernitana            | B                      | 14         | 1          | CI              | 2               | 0               | -                  | -                  | -                  | -           | -           | -           | 16     | 1      |
| Totale Salernitana     | Totale Salernitana     | Totale Salernitana     | 55         | 1          |                 | 8               | 0               |                    | -                  | -                  | -           | -           | -           | 63     | 1      |
| gen.-giu.2003          | Messina                | B                      | 11         | 0          | CI              | -               | -               | -                  | -                  | -                  | -           | -           | -           | 11     | 0      |
| 2003-2004              | Messina                | B                      | 32         | 2          | CI              | 1               | 1               | -                  | -                  | -                  | -           | -           | -           | 33     | 3      |
| 2004-2005              | Messina                | A                      | 30         | 0          | CI              | 4               | 0               | -                  | -                  | -                  | -           | -           | -           | 34     | 0      |
| 2005-2006              | Messina                | A                      | 22         | 2          | -               | -               | -               | -                  | -                  | -                  | -           | -           | -           | 22     | 2      |
| 2006-2007              | Messina                | A                      | 21         | 1          | CI              | 4               | 0               | -                  | -                  | -                  | -           | -           | -           | 25     | 0      |
| Totale Messina         | Totale Messina         | Totale Messina         | 116        | 5          |                 | 9               | 1               |                    | -                  | -                  |             | -           | -           | 125    | 6      |
| 2007-2008              | Benfica                | PL                     | 2          | 1          | CP+CdL          | 3+4             | 0+1             | UCL+CU             | 0+1                | 0                  | -           | -           | -           | 10     | 2      |
| 2008-feb. 2009         | Benfica                | PL                     | 0          | 0          | CP+CdL          | 0+2             | 0+0             | CU                 | 0                  | 0                  | -           | -           | -           | 2      | 0      |
| feb.-mag. 2009         | Vitória Setúbal        | PL                     | 10         | 0          | CP+CdL          | -               | -               | -                  | -                  | -                  | -           | -           | -           | 10     | 0      |
| 2009-2010              | Vitória Setúbal        | PL                     | 20         | 0          | CP+CdL          | 2+2             | 1+0             | -                  | -                  | -                  | -           | -           | -           | 24     | 1      |
| Totale Vitória Setúbal | Totale Vitória Setúbal | Totale Vitória Setúbal | 30         | 0          |                 | 4               | 1               |                    | -                  | -                  |             | -           | -           | 34     | 1      |
| 2010-feb. 2011         | Benfica                | PL                     | 0          | 0          | CP+CdL          | 0+3             | 0+1             | UCL+UEL            | 3+-                | 0+-                | SP          | 1           | 0           | 7      | 1      |
| Totale Benfica         | Totale Benfica         | Totale Benfica         | 2          | 1          |                 | 12              | 2               |                    | 4                  | 0                  |             | 1           | 0           | 19     | 3      |
| feb.-giu. 2011         | Univ. Craiova          | Liga I                 | 14         | 0          | CR              | -               | -               | -                  | -                  | -                  | -           | -           | -           | 14     | 0      |
| gen.-giu. 2012         | Angers                 | L2                     | 11         | 1          | CF+CdL          | -               | -               | -                  | -                  | -                  | -           | -           | -           | 22     | 1      |
| 2012-2013              | Angers                 | L2                     | 21         | 1          | CF+CdL          | 2+1             | 1+0             | -                  | -                  | -                  | -           | -           | -           | 24     | 2      |
| Totale Angers          | Totale Angers          | Totale Angers          | 32         | 2          |                 | 3               | 1               |                    | -                  | -                  |             | -           | -           | 35     | 3      |
| 2014-2015              | OFI Creta              | SE                     | 27         | 0          | CG              | 6               | 1               | -                  | -                  | -                  | -           | -           | -           | 33     | 1      |
| Totale carriera        | Totale carriera        | Totale carriera        | 276        | 9          |                 | 42              | 6               |                    | 4                  | 0                  |             | 1           | 0           | 323    | 15     |

### Cronologia presenze e reti in nazionale
| Cronologia completa delle presenze e delle reti in nazionale ― Costa d'Avorio | Cronologia completa delle presenze e delle reti in nazionale ― Costa d'Avorio | Cronologia completa delle presenze e delle reti in nazionale ― Costa d'Avorio | Cronologia completa delle presenze e delle reti in nazionale ― Costa d'Avorio | Cronologia completa delle presenze e delle reti in nazionale ― Costa d'Avorio | Cronologia completa delle presenze e delle reti in nazionale ― Costa d'Avorio | Cronologia completa delle presenze e delle reti in nazionale ― Costa d'Avorio | Cronologia completa delle presenze e delle reti in nazionale ― Costa d'Avorio |
| Data                                                                          | Città                                                                         | In casa                                                                       | Risultato                                                                     | Ospiti                                                                        | Competizione                                                                  | Reti                                                                          | Note                                                                          |
| ----------------------------------------------------------------------------- | ----------------------------------------------------------------------------- | ----------------------------------------------------------------------------- | ----------------------------------------------------------------------------- | ----------------------------------------------------------------------------- | ----------------------------------------------------------------------------- | ----------------------------------------------------------------------------- | ----------------------------------------------------------------------------- |
| 11-2-2003                                                                     | Châteauroux                                                                   | Camerun                                                                       | 0 – 3                                                                         | Costa d'Avorio                                                                | Amichevole                                                                    | -                                                                             | 72’                                                                           |
| 8-2-2005                                                                      | Le Petit-Quevilly                                                             | Costa d'Avorio                                                                | 2 – 2                                                                         | RD del Congo                                                                  | Amichevole                                                                    | -                                                                             | 46’                                                                           |
| 27-3-2005                                                                     | Abidjan                                                                       | Costa d'Avorio                                                                | 3 – 0                                                                         | Benin                                                                         | Qual. Mondiali 2006                                                           | -                                                                             |                                                                               |
| 3-6-2005                                                                      | Tripoli                                                                       | Libia                                                                         | 0 – 0                                                                         | Costa d'Avorio                                                                | Qual. Mondiali 2006                                                           | -                                                                             |                                                                               |
| 19-6-2005                                                                     | Abidjan                                                                       | Costa d'Avorio                                                                | 2 – 0                                                                         | Egitto                                                                        | Qual. Mondiali 2006                                                           | -                                                                             | 31’ 60’                                                                       |
| 17-8-2005                                                                     | Montpellier                                                                   | Francia                                                                       | 3 – 0                                                                         | Costa d'Avorio                                                                | Amichevole                                                                    | -                                                                             | 8’ 46’                                                                        |
| 4-9-2005                                                                      | Abidjan                                                                       | Costa d'Avorio                                                                | 2 – 3                                                                         | Camerun                                                                       | Qual. Mondiali 2006                                                           | -                                                                             | 27’ 57’                                                                       |
| 16-11-2005                                                                    | Ginevra                                                                       | Italia                                                                        | 1 – 1                                                                         | Costa d'Avorio                                                                | Amichevole                                                                    | -                                                                             |                                                                               |
| 17-1-2006                                                                     | Abu Dhabi                                                                     | Giordania                                                                     | 0 – 2                                                                         | Costa d'Avorio                                                                | Amichevole                                                                    | -                                                                             | 87’                                                                           |
| 24-1-2006                                                                     | Cairo                                                                         | Libia                                                                         | 1 – 2                                                                         | Costa d'Avorio                                                                | Coppa d'Africa 2006 - 1º turno                                                | -                                                                             |                                                                               |
| 4-2-2006                                                                      | Cairo                                                                         | Camerun                                                                       | 0 – 0 dts (11 – 12 dtr)                                                       | Costa d'Avorio                                                                | Coppa d'Africa 2006 - Quarti di finale                                        | -                                                                             | 115’                                                                          |
| 27-5-2006                                                                     | Basilea                                                                       | Svizzera                                                                      | 1 – 1                                                                         | Costa d'Avorio                                                                | Amichevole                                                                    | -                                                                             |                                                                               |
| 21-11-2007                                                                    | Doha                                                                          | Qatar                                                                         | 1 – 6                                                                         | Costa d'Avorio                                                                | Amichevole                                                                    | -                                                                             |                                                                               |
| 12-1-2008                                                                     | Kuwait City                                                                   | Kuwait                                                                        | 0 – 2                                                                         | Costa d'Avorio                                                                | Amichevole                                                                    | -                                                                             | 46’                                                                           |
| 29-1-2008                                                                     | Accra                                                                         | Costa d'Avorio                                                                | 3 – 0                                                                         | Mali                                                                          | Coppa d'Africa 2008 - 1º turno                                                | 1                                                                             |                                                                               |
| 9-2-2008                                                                      | Kumasi                                                                        | Ghana                                                                         | 4 – 2                                                                         | Costa d'Avorio                                                                | Coppa d'Africa 2008 - Finale 3º posto                                         | -                                                                             |                                                                               |
| 22-5-2008                                                                     | Yokohama                                                                      | Costa d'Avorio                                                                | 1 – 1                                                                         | Paraguay                                                                      | Amichevole                                                                    | -                                                                             | 88’                                                                           |
| 24-5-2008                                                                     | Toyota                                                                        | Giappone                                                                      | 1 – 0                                                                         | Costa d'Avorio                                                                | Amichevole                                                                    | -                                                                             |                                                                               |
| 1-6-2008                                                                      | Abidjan                                                                       | Costa d'Avorio                                                                | 1 – 0                                                                         | Mozambico                                                                     | Qual. Mondiali 2010                                                           | -                                                                             | 15’                                                                           |
| 22-6-2008                                                                     | Abidjan                                                                       | Costa d'Avorio                                                                | 4 – 0                                                                         | Botswana                                                                      | Qual. Mondiali 2010                                                           | -                                                                             | 84’                                                                           |
| 11-10-2008                                                                    | Abidjan                                                                       | Costa d'Avorio                                                                | 3 – 0                                                                         | Madagascar                                                                    | Qual. Mondiali 2010                                                           | -                                                                             | 71’ 86’                                                                       |
| 3-3-2010                                                                      | Londra                                                                        | Costa d'Avorio                                                                | 0 – 2                                                                         | Corea del Sud                                                                 | Amichevole                                                                    | -                                                                             | 81’                                                                           |
| Totale                                                                        |                                                                               | Presenze                                                                      | 22                                                                            |                                                                               | Reti                                                                          | 1                                                                             |                                                                               |